# Lanvénégen
Lanvénégen är en kommun i departementet Morbihan i regionen Bretagne i nordvästra Frankrike. Kommunen ligger i kantonen Le Faouët som tillhör arrondissementet Pontivy. År 2022 hade Lanvénégen 1 133 invånare.

## Befolkningsutveckling
Antalet invånare i kommunen Lanvénégen
| Referens: INSEE |